# 게이운칸

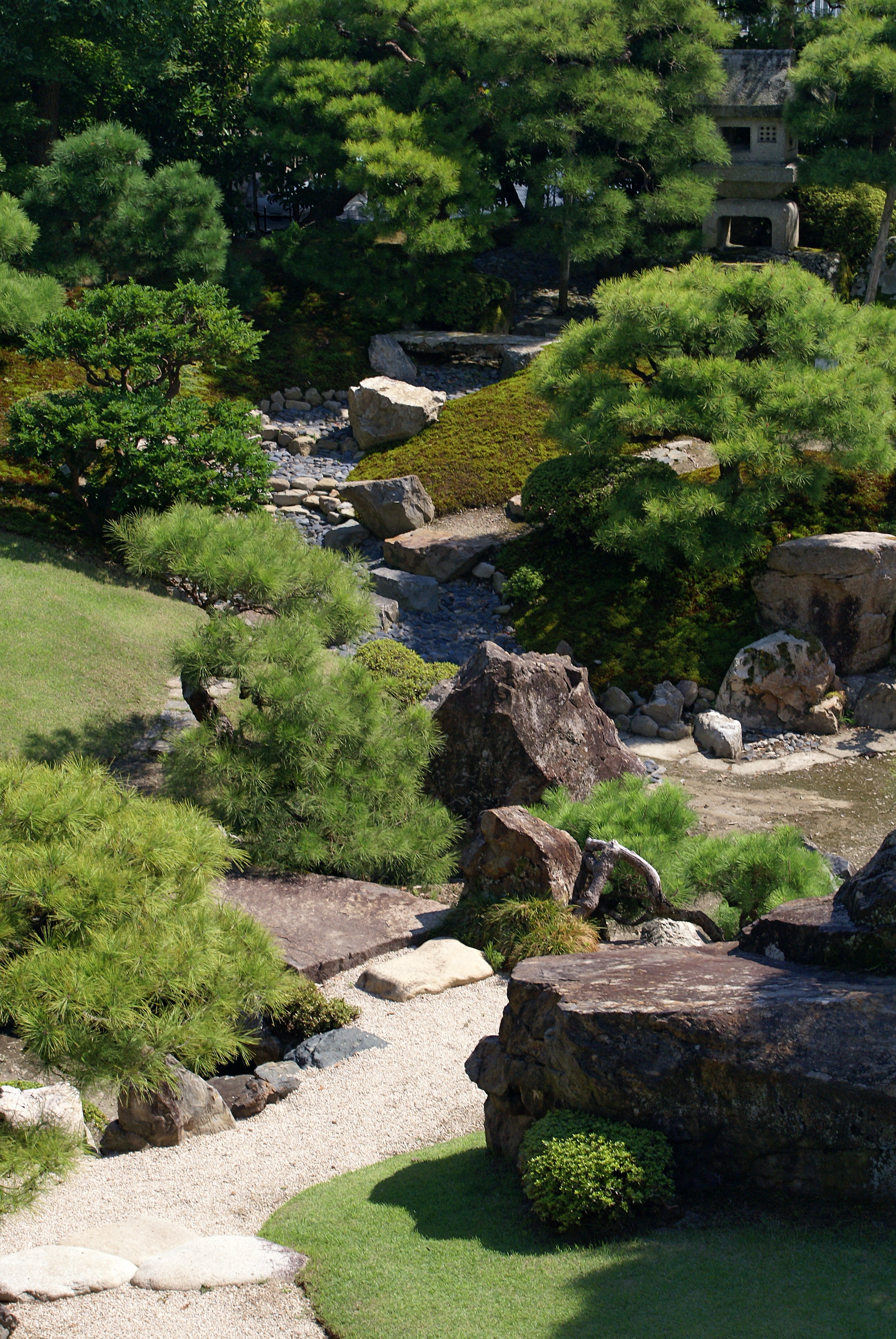
본 정원

게이운칸(일본어: 慶雲館)은 일본 시가현 나가하마시에 있는 영빈관이다.
1887년, 메이지 천황이 임시 체류에 사용되던 임시 체류에 사용되던 시설인 행재소로서 사업가 아사미 마타조에 의해 건설되었다. 관명은 당시 국무 총리였던 이토 히로부미의 이름에서 딴 것이다. 회유식 정원인 게이운칸의 정원은 오가와 지헤에의 대표작이자 근대 일본 정원의 걸작 중 하나로 유명하다. 매년 1월부터 3월에는 나가하마 분매전이 개최된다.